# La Falconera (Arnes)
|  | Per a altres significats, vegeu «La Falconera». |

La Falconera és una muntanya de 797 metres que es troba entre els municipis d'Arnes i d'Horta de Sant Joan, a la comarca de la Terra Alta.